# Опатовце на Њитри
Опатовце на Њитри (слч. Opatovce nad Nitrou) насељено је мјесто са административним статусом сеоске општине (слч. obec) у округу Прјевидза, у Тренчинском крају, Словачка Република.

## Становништво
| Година:    | 1994. | 2004.   | 2014.   | 2024.   |
| ---------- | ----- | ------- | ------- | ------- |
| Број људи: | 1478  | 1453    | 1568    | 1517    |
| Разлика:   |       | -1,69 % | +7,91 % | -3,25 % |

| Година:    | 2023. | 2024.   |
| ---------- | ----- | ------- |
| Број људи: | 1547  | 1517    |
| Разлика:   |       | -1,93 % |

Према подацима о броју становника из 2011. године насеље је имало 1.466 становника.